# 最上橋
最上橋（もがみばし）は、山形県西村山郡大江町及び寒河江市にある最上川に架かる橋。
旧最上橋と新最上橋の2つが現存し、どちらも供用されている。

## 旧最上橋
旧最上橋は1940年10月に完成。寒河江市と大江町を結んでいる。色は灰色。"最上川の流通・往来及び左沢町場の景観"の重要な構成要素の一つとされ、2003年には土木学会選奨土木遺産に選定されている。川と橋が織り成す景観は「水郷の町」のシンボルとなっている。
三連アーチの構造が特徴で、綺麗な半円を描いていることから、「太鼓橋」との愛称でも親しまれている。素材には鉄筋コンクリートが使われ、欄干もコンクリートで造られている。橋の中央4か所にバルコニーがあり、歩行者の待避所兼展望スペースとなっている。
護岸は親水公園として整備されている。斎藤茂吉の歌碑やかつての川港を示す桜町渡船場跡も存在する。毎年8月に行われている水郷大江夏まつり灯ろう流し花火大会の会場としても使用され、新最上橋の完成後も旧最上橋一体がイベント空間として利用されている。2014年の山形デスティネーションキャンペーンではこれに合わせ旧最上橋のライトアップがなされた。

### 歴史
旧最上橋完成前の最上橋
初代の最上橋は1883年に完成した。1882年に大江町の左沢地区（当時の左沢村）の住人であった田宮源五郎らが中心となり、山形方面への重要な街道であった中郷村（現在の寒河江市）への架橋を計画したことが始まりである。当時の左沢地区は最上川舟運の中継地点であり、商業の町として栄えていたという。当時ここでは最上川の上流部と下流部から舟で運ばれた荷の積み替え作業が行われていた。このことから対岸の中郷村とは橋ができる前から経済上のつながりが強く、架橋にあたり中郷村からも費用と人夫の協力があった。建造に要した経費は1000円余りで、210円を中郷村が負担している。中郷村から左沢村へ買い付けに行く人などに当時は利用された。初代は木造の橋であった。
洪水での落橋による架け替え→旧最上橋の完成
1889年、町を襲った大洪水により、最上橋が落橋した。その後も橋は修理と架け替えを繰り返し維持をし、存続していた。しかし、度重なる水害等の影響で損傷が激しく、初代の橋は危険な状態にまで陥ってしまった。架け替えの繰り返しにより永久橋の架橋を求める声も以前からあり、1938年に東北振興土木事業として国庫補助を受け、1939年2月、山形市の土木建築請負業の佐藤宗治が約8万円で架橋工事を請け負った。1年8か月後の1940年10月に現在の旧最上橋が完成した。1990年には補修工事が施されている。
国道としての機能
旧最上橋が完成後、60年余り国道458号の一部として組まれた。しかし、旧最上橋は幅員が5.5 mと狭く、10tを超える車の通行は禁止で通年の片側交互通行規制がかかり、車社会へと時代が移り変わるにつれ不便な状態が続いていた。国道458号そのものが現在も日本で唯一車両通行可能な未舗装路区間を残すなどとして酷道とされており、国道458号に含まれていた時代は大型車通行規制のためゲートの設置を理由にかつての国道421号の石榑峠や国道354号の旧鹿行大橋とならび国道（酷道）マニアの間で「日本三大国道意地悪ゲート」と揶揄されていた。
後に国道458号のバイパス化と新しい橋の架橋が計画され、2003年12月18日、上流に後述の新・最上橋が完成した。これにより旧最上橋は国道458号からは外れたが、町民からの存続の声などもあり取り壊しなどは行われず、現在も重量制限を設けながら、現役橋として利用されている。

## 新最上橋
新最上橋は、2003年12月に完成した。旧最上橋の上流約200 m上流に国道458号の一部として新設された。旧最上橋の難点であった幅は約10 m増え、大江町と寒河江市を結ぶ基幹道路として活用されている。

## 周辺

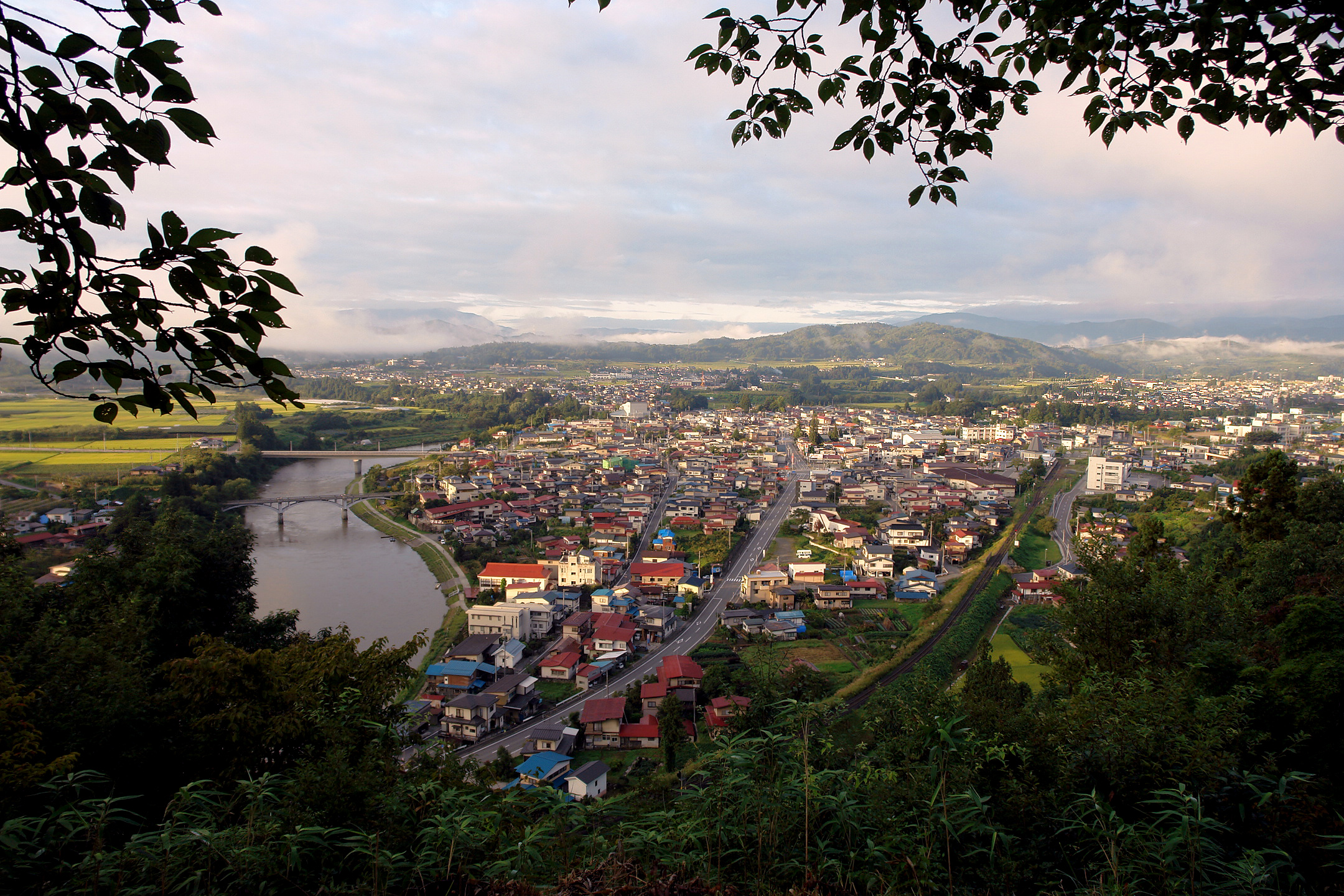
楯山公園からの眺め。手前が旧最上橋、奥が新最上橋。

- 楯山公園 - 最上川のビューポイントとされる公園。新最上橋と旧最上橋の二本の橋を同時に見る事ができ、U字に曲がる最上川や遠くの山々を一望できる。眺望から別名「日本一公園」の名も持つ。